# Ось і наречена
Ось і наречена — філіппінська комедія 2010 року, де аrторами виступили Анжеліка Панґанібан, Юджин Домінґо, Т'юзді Варґас, Хайме Фабрегас, Том Родріґес і Джон Лапус. Фільм випустила компанія Star Cinema.
Фільм демонструвався в кількох містах США, таких як Сан-Франциско, Мілпітас, Вальєхо, Лос-Анджелес, Бергенфілд, штат Нью-Джерсі, та Гуам.

## Сюжет
У день весілля Стефані її мати каже їй, що це сприятливий день, оскільки відбудеться сонячне затемнення. Пресі — самотня, немолода й запальна юристка, яка буде хрещеною матір'ю на весіллі. Меделін — перевантажена роботою няня, яка готує свого неслухняного підопічного Інакі, який буде носієм обручок. Б'єн, хворобливий дідусь нареченого Гарольда, оплачує весілля. Тоффі, розчарована після розриву, працює на весіллі стилісткою (зачіска і макіяж)/
Коли супровід весілля прямує до курорту в Батангасі, вони перетинають Магнітний пагорб у Лос-Баньос, Лагуна. Незабаром відбувається сонячне затемнення, і вони потрапляють у дивну автомобільну аварію. Прийшовши до тями, вони усвідомлюють, що помінялися тілами: Душа Пресі потрапляє в тіло Меделін, душа Меделін — в тіло Б'єн, душа Б'єн — в тіло Тоффі, і, на жаль для Стефані, душа Тоффі потрапляє в її тіло, а її душа — в тіло Пресі.
Душі в нових тілах спричиняють хаос напередодні весілля: Пресі в тілі Меделін дисциплінує свою підопічну і отримує шанс на кохання з водієм Дінгом; Меделін в тілі Б'єна вражена тим, як до неї ставляться з комфортом через його вік і гроші; Б'єн в тілі Тоффі сексуально оновлюється і закохується в Маріз, подружку нареченої, після того, як випадково зіпсував їй макіяж; Тоффі в тілі Стефані користується перевагами своєї нової жіночої статури, а Стефані в тілі Пресі змагається з часом, відстанню та ув'язненням у божевільні, щоб врятувати своє весілля, яке проходить без інцидентів.
У першу шлюбну ніч Стефані втікає з божевільні і переконує Маріз у правді, розкривши їй особисті подробиці свого життя, і Гарольда, який дивується, чому Тоффі поводиться інакше в тілі Стефані. Потім вони збирають Пресі, Меделін, Б'єн та Тоффі та звертаються по допомогу до Куя Кім Атьєнца, іншого гостя курорту, щоб полагодити перемикач тіл. Куя Кім пояснює, що підміна сталася через переміщення душі внаслідок затемнення на Магнітному пагорбі. Він застерігає, що душі можуть повернутися до своїх тіл, лише якщо вони відтворять нещасний випадок на тому ж пагорбі під час наступного сонячного затемнення, яке станеться через два роки. В очікуванні всі вони вирішують жити разом в одному будинку, окрім Тоффі, яку замикають після того, як вона намагається втекти з курорту в тілі Стефані.
Минає два роки, і вони відтворюють аварію. З першої спроби Стефані отримує душу Меделін, Пресі — душу Б'єна, Меделін — душу Тоффі, Тоффі — душу Пресі, а Б'єн — душу Стефані. З другої спроби Стефані отримує душу Б'єна, Пресі — душу Тоффі, Б'єн — душу Пресі, Тоффі — душу Меделін, а Меделін — душу Стефані. Коли вони намагаються зробити це втретє, Стефані має душу Пресі, яка має душу Меделін, яка має душу Б'єн, яка має душу Тоффі, яка має душу Стефані. Вони намагаються зробити це вчетверте, успішно, але потрапляють до лікарні з травмами, отриманими під час чергової аварії. У лікарні Пресі своїм новим водієм наймає Дінга, Меделін втішає тепер уже слухняна Інакі, Тоффі відчайдушно намагається повернутися до свого тіла, доки йому не допомагає група молодих чоловіків-медсестер, Б'єн представляє Маріз своїм дорослим дітям як їхню нову матір, а Стефані та Гарольд намагаються розділити романтичну мить, але падають з ліжок, бо їх обтяжують гіпсові конструкції.
Наприкінці фільму пояснюється, що душі квінтету були пов'язані з моменту появи людей на Філіппінах.

## Акторський склад
- Анжеліка Панґанібан — Стефані/Стеф, консервативна, сором'язлива наречена, яка зберегла свою незайманість для майбутнього чоловіка (перейшла в тіло Пресі)
- Юджин Домінґо — Пресі, завзята, середнього віку, самотня адвокатка та хрещена мама Стефані. (перейшла в тіло Меделін)
- Джон Лапус — Тоффі, стилістка, що страждає від розірваного кохання, частина весільної команди з зачіски та макіяжу (перейшла в тіло Стефані)
- Т'юзди Варгас — Меделін, перевантажена няня, яка піклується про нахабного хлопчика Іньякі (перейшла в тіло Лоло Б'єна)
- Хайме Фабрегас — Б'єн, багатий і хворобливий, але гіперсексуальний дідусь нареченого (перейшов у тіло Тоффі)
- Том Родріґес — Гарольд, наречений.
- Черрі Пі Пікаче — Доріс, мама нареченої.
- Кай Кортез — Маріз, найкраща шкільна подруга Стефані та дружка. Вона закохана в Б'єна, а пізніше виходить заміж.
- Тімоті Чан — Іньякі, нахабник Меделін і носій обручки.
- Айен Мунджі-Лорел — мати Іньякі
- Ніл Райан Сесе — батько Іньякі
- Ніко Антоніо — Дінг, залицяльника Меделін, а пізніше Пресі
- Кім Атіенза грає себе самого (Куя Кім). Він допоміг героям повернутися у власні тіла.
- Рікі Ріверо † як макіяж і зачіска, партнер Тоффі
- Річчі Чан — макіяж і зачіска, помічник Тоффі
- Джонні Ревілла — Антоніо, син Б'єна та батько Гарольда
- Барт Гвінгона — Рафаель, син Б'єна та дядько Гарольда
- Мадлен Ніколас — Лінда, економка Пресі
- Сесіль Пас — медсестра Б'єна
- Тесс Антоніо — Ванесса, весільна організаторка

## Відгуки

### Думки критиків
Фільм отримав позитивні відгуки глядачів і критиків. Філберт Ортіс Дай з ClickTheCity [Архівовано 22 липня 2010 у Wayback Machine.] поставив фільму 4 зірки з 5, заявивши: «„Ось і наречена“ — одна з найкращих комедій, які я бачив за весь рік». ReelAdvice оцінює фільм 4,5/5, кажучи: «Дуже, дуже смішно. Ми можемо посперечатися, що ви не зможете порахувати, скільки разів ви сміялися вголос», сайт також хвалить акторський склад, зазначаючи: «талановитий акторський склад був справді блискучим».

### Каса
За звітом SNN: Showbiz News Ngayon, валові збори за перший день склали ₱12 мільйонів. За даними Box Office Mojo, фільм зібрав 42,1 мільйона фунтів стерлінгів під час свого дебюту на вихідних, обійшовши у філіппінському бокс-офісі «Залізну людину 2». П'ятий тиждень прем'єри фільму склав 117 мільйонів фунтів стерлінгів.

### Нагороди
| рік      | Організація нагородження              | Категорія                 | одержувач           | Результат |
| -------- | ------------------------------------- | ------------------------- | ------------------- | --------- |
| 2011 рік | GMMSF Box-Office Entertainment Awards | Найпопулярніший сценарист | Кріс Мартінес       | Перемога  |
| 2011 рік | GMMSF Box-Office Entertainment Awards | Комедійний актор року     | Джон Лапус          | Перемога  |
| 2011 рік | GMMSF Box-Office Entertainment Awards | Комедійна актриса року    | Анжеліка Панґанібан | Перемога  |

## Окреме продовження
У 2023 році компанія Quantum Films анонсувала продовження під назвою «Ось і наречений» як участь у першому літньому кінофестивалі Metro Manila, який вийшов 8 квітня. У фільмі зберігся акторський склад з першої частини, зокрема Юджин Домінґо, Ніко Антоніо та Кім Атіенца.